# (72579) 2001 EU19
(72579) 2001 EU19 – planetoida z pasa głównego asteroid okrążająca Słońce w ciągu 5,74 lat w średniej odległości 3,2 j.a. Odkryta 15 marca 2001 roku.